# What If... (film, 2012)
Pour les articles homonymes, voir What If....
Pour plus de détails, voir Fiche technique et Distribution.
What If… (Αν… en grec) est un film dramatique grec réalisé par Christoforos Papakaliatis (en) et sorti en 2012.

## Distribution
- Christoforos Papakaliatis (en) : Dimitris
- Marina Kalogirou : Christina
- Maro Kondou (el) : Elenitsa Kokovikou
- Giorgos Konstantinou (en) : Antonakis Kokovikos

## Box-office
Grèce : 531 047 entrées.